# Kolvitsa (village)
Pour les articles homonymes, voir Kolvitsa (homonymie).
Kolvitsa (en russe : Ко́лвица, Kolvitsa) est un village du raïon de Kandalakcha, dans l'oblast de Mourmansk, en Russie. Il fait partie de l'arrondissement urbain de Kandalakcha, qui a comme chef-lieu la ville de Kandalakcha. Sa population était de 9 habitants en 2010.

## Géographie
Le village de Kolvitsa se situe dans l'oblast de Mourmansk, dans le nord de la Russie européenne. Intégré dans le raïon de Kandalakcha, il fait partie de l'arrondissement urbain de Kandalakcha, qui couvre la partie nord du raïon. Le village se situe à 25 kilomètres à l'est de Kandalakcha, le chef-lieu, à 209 kilomètres au sud de Mourmansk et à 1280 kilomètres au nord de Moscou.
Le village se trouve à l'extrémité est de la baie de la Kolvitsa, un fjord du golfe de Kandalakcha. Il se trouve sur la côte de Kandalakcha, à l'embouchure de la Kolvitsa, un petit fleuve côtier long de 13 kilomètres qui a comme source le lac Kolvitskoïe. Au sud du village se trouve le petit massif de Kolvitsa, qui a comme sommet sans nom de 693 mètres d'altitude. Le village le plus proche est Louvenga, à 11 kilomètres à l'ouest.
Le village est desservi par la route régionale 47K-010, qui va de Kandalakcha à Oumba, en longeant la côte nord du golfe sur la section Kandalakcha - Kolvitsa.
Le village se trouve au-delà du cercle polaire arctique, avec une journée polaire qui dure ici environ un mois en été. Le climat est subarctique, avec des printemps qui arrivent tard et des hivers arrivant tôt. L'été dure de la mi-juin à la mi-août. En hiver, les tempêtes de neige sont fréquentes, et en janvier la température moyenne est de -12°C. En juillet, elle est de 14°C, avec des étés pluvieux.

## Histoire

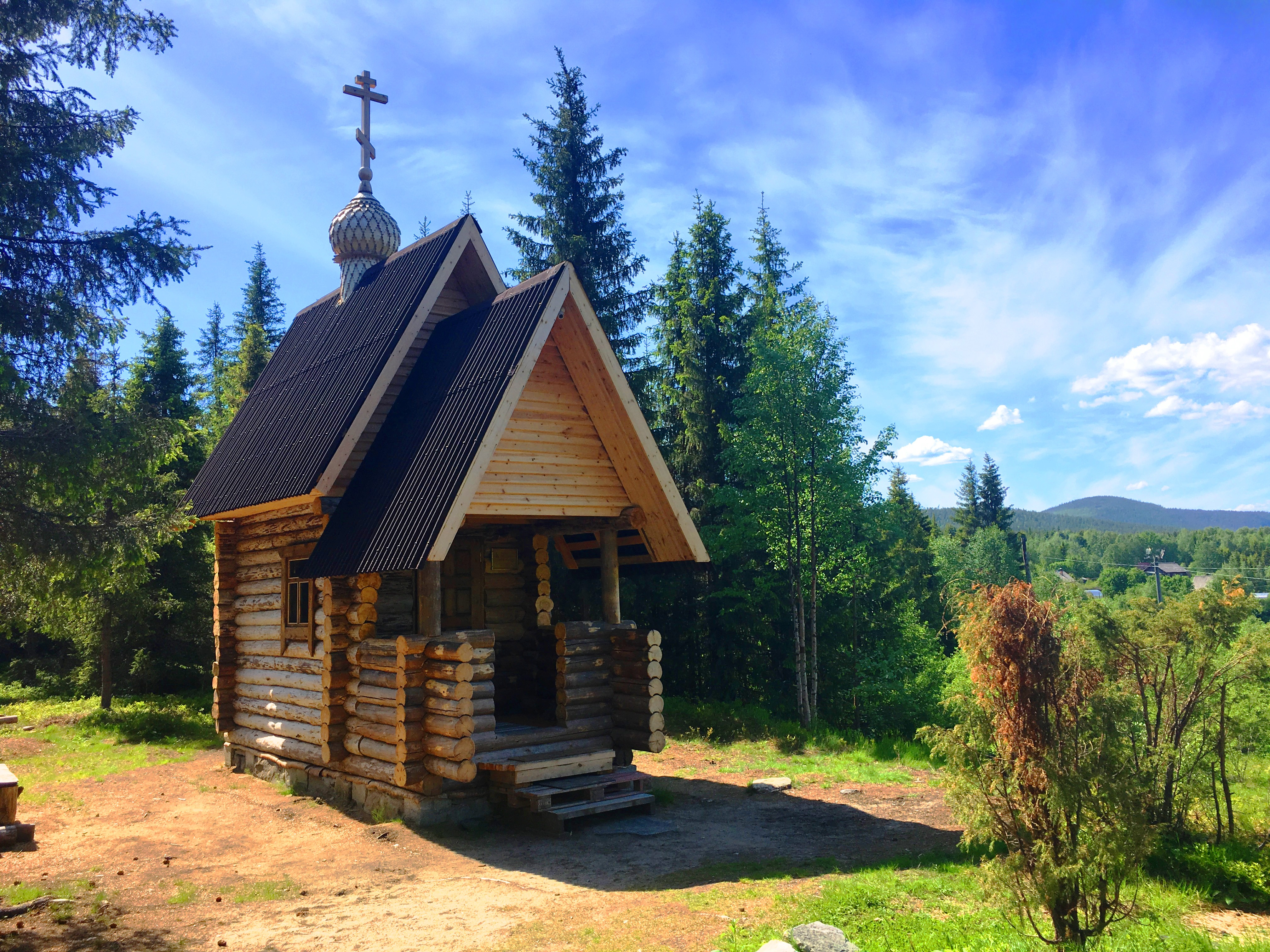
Chapelle Saint-Nicolas

L'histoire du village remonte au moins à 1563, quand un résident de Kandalakcha a donné ses terres situées sur le village actuel au monastère de Kandalakcha. L'endroit devenu un lieu d'habitation pour les moines et les paysans, et le village est mentionné à nouveau en 1611. En 1705, un inventaire de la région est dressé, qui note la présence d'une mine de sel, de 8 chevaux, de 3 vaches et d'habitants. En 1742, le monastère fut dissout, et les paysans récupérèrent les terres.
En juin 1894, des colons venant de Carélie sont arrivés, et ont établi un village car l'endroit était riche en poissons et en animaux. En 1910, le village était peuplé de 105 habitants, répartis dans 15 ménages. Les habitants pêchaient du saumon, du hareng, et faisaient de la chasse (renards, ours, cerfs, etc.) et de la sylviculture. 
Pendant l'URSS, un kolkhoze fut créé, nommé par « Punannen Pohjola » (Rouge du Nord). Le village était alors toujours centré sur la pêche, mais aussi sur l'élevage de rennes, la production de viande et de lait. Une école fut construite, un dispensaire, et une petite centrale hydroélectrique (détruite aujourd'hui). En 1967, le village fut classé, tout comme le village voisin de Louvenga, comme peu prometteur par les autorités, ce qui entraîna le rattachement du kolkhoze de Kolvitsa au sovkhoze de Kandalakcha.
Kandalakcha est aujourd'hui un village de vacances pour les citadins, vivant du tourisme.

## Démographie
La population vivant sur le territoire de la colonie, selon le recensement russe de 2010, est de 9 personnes, dont 4 hommes (44,4%) et 5 femmes (55,6%).

Population du village,:
| 1910 | 2002* | 2010* | - | - | - |
| ---- | ----- | ----- | - | - | - |
| 105  | 9     | 9     | - | - | - |

## Tourisme
Le village dispose de locations saisonnières, et est accessible par des bus depuis Kandalakcha. La seule attraction du village sont les cascades sur la Kolvitsa, situés à 1,5 kilomètre de l'embouchure.